# مانتگامری (لوئیزیانا)
مانتگامری (به انگلیسی: Montgomery) شهری در ایالت لوئیزیانا کشور ایالات متحده آمریکا است که جمعیت آن در سرشماری سال ۲۰۱۰ میلادی، ۷۳۰ نفر بوده‌است.